# 奇幻樂園演唱會
《奇幻樂園世界巡迴演唱會》，是台灣女子演唱團體S.H.E首次舉辦的大型巡迴演唱会，也是出道以來第一次舉辦大型售票巡迴演唱會。

## 巡演歷程
此次巡演隨著演唱曲目可分為「中東風情」、「江南情懷」、「巴洛克」、「美麗新世界」、「朋友組曲」以及「Encore」六大主題。
首次舉辦大型巡迴演唱會，而首場自2004年9月4日於台北市立體育場揭開序幕，台北場作為巡演第一場的演出是S.H.E的演藝生涯中最重要的一部分，此次巡迴演唱會巡迴至2006年1月7日於馬來西亞雲頂作為最終場结束本次巡演，而此次巡演場次總共有9場演出，整套巡演共吸引了大約25萬人次到場欣賞演唱會。

## 簡介
此次巡演可分為中東風情、江南情懷、巴洛克、美麗新世界、朋友組曲，以及Encore六大主題，除此之外S.H.E不只是演唱自己本身的歌曲，也選唱別的歌手的歌曲來演唱，並且以組曲的方式呈現，也在演唱會中更換七套量身訂做的新造型，並且重金打造了超大型的「奇幻樂園」舞台，包括人面獅身、恐龍、海豚等道具，而這場台北場演唱會總成本高達三千多萬元。

## 巡演地点
| 日期           | 城市                       | 国家&地区  | 地点                 | 表演嘉宾   | 觀眾人數      | 附註 |
| -------------- | -------------------------- | ---------- | -------------------- | ---------- | ------------- | --- |
| 第一階段       |                            |            |                      |            |               | |
| 2004年9月4日   | 台北                       | 台灣       | 台北市立體育場       |            | 大約30,000人  | 出道以來首次舉辦大型售票演唱會，首次開唱即打破多項紀錄，首創橫向超長型延伸舞台長達 130 公尺，以及挑高高達約六層樓高(約18公尺)的舞台。 |
| 2004年10月30日 | 上海                       | 中國大陸   | 上海虹口足球場       |            | 大約30,000人  | 首次海外巡演，此場演唱會爆滿刷新女歌手在該場地虹口足球場開唱的人數紀錄和票房紀錄。                                                    |
| 2004年11月6日  | 吉隆坡                     | 马来西亚   | 武吉賈利勒國家體育場 |            | 大約40,000人  | 演唱會舞臺打破馬來西亞有史以來最大舞臺紀錄，也是此次巡演場地中規模最大的演唱會，並且與現場大約四萬名馬來西亞歌迷大合唱馬來西亞民謠。  |
| 2004年12月25日 | 內華達州 拉斯維加斯 天堂市 | 美國       | 米高梅大花園體育館   | 張智成     | 大約8,000人   | 銀色聖誕演唱會；記者會上，加州州議員 BOB HUFF 特地出席頒發「歡迎獎狀」給「最受歡迎團體」 S.H.E歡迎來到加州演出。                      |
| 2005年1月8日   | 新加坡                     | 新加坡     | 新加坡室內體育館     |            | 大約12,000人  | 首次以「四面台」方式呈現表演 。 |
| 2005年1月15日  | 廣州                       | 中國大陸   | 天河體育中心体育場   |            | 不適用        | 因故取消，原定延期至同年5月6日舉行，之後最終還是因故取消。                                                                            |
| 2005年5月6日   | 廣州                       | 中國大陸   | 天河體育中心体育場   |            | 不適用        | 因故取消，原定延期至同年5月6日舉行，之後最終還是因故取消。                                                                            |
| 第二階段       |                            |            |                      |            |               | |
| 2005年9月23日  | 北京                       | 中國大陸   | 北京工人體育場       |            | 大約50,000人  | |
| 2005年9月25日  | 西安                       | 中國大陸   | 陕西省體育場         |            | 大約34,000人  | |
| 2005年11月12日 | 南京                       | 中國大陸   | 南京奧體中心體育場   |            | 大約40,000人  | |
| 2006年1月7日   | 雲頂                       | 马来西亚   | 雲頂 雲星劇場        | 龔詩嘉     | 大約6,000人   | 星光燦爛雲頂演唱會 |
| 觀眾總人數     | 觀眾總人數                 | 觀眾總人數 | 觀眾總人數           | 觀眾總人數 | 約250,000人次 | |

## 演出曲目

### 台北場歌單
- 註：此次巡演歌單曲目以台北場為主

1. 波斯貓
2. I.O.I.O
3. 遠方
4. 熱帶雨林
5. Watch Me Shine
6. 你快樂我隨意
7. 給我多一點
8. 愛情的海洋（Hebe Solo）
9. Belief（Selina Solo）
10. 長相思（Ella Solo）
11. 十面埋伏
12. 他還是不懂
13. 愛呢
14. 落大雨
15. Remember
16. 天使在唱歌
17. Only Lonely
18. 安全感
19. 半糖主義
20. Yes I Love You
21. 花都開好了
22. 美麗新世界
23. Beauty Up My Life
24. 有夢有朋友
25. 分享
26. 明天也要作伴
27. 魔力
28. Always On My Mind
29. Super Star（Encore）
30. 戀人未滿（Encore）

### 雲頂場歌單
1. 不想長大
2. Remember
3. 不作你的朋友
4. 天灰
5. 落大雨
6. Watch Me Shine
7. 給我多一點
8. 摩天輪（Hebe Solo）
9. 管不著（Selina Solo）
10. 只是當時（Ella Solo）
11. 星光
12. 花都開好了
13. Only Lonely
14. 安全感
15. 半糖主義
16. 再一次擁有（龔詩嘉）
17. 十字路口（龔詩嘉）
18. 遠遠在一起（龔詩嘉）
19. Super Model
20. 候鳥
21. 熱帶雨林
22. 戀人未滿
23. 美麗新世界
24. Beauty Up My Life
25. 痛快（Encore）
26. Super Star（Encore）

## 演唱會影音
| 發行日期      | 名稱               | 版本    | 附註                                                   |
| 2005年1月14日 | 奇幻樂園台北演唱會 | CD      | 收錄於2004年9月4日臺北市立體育場舉辦之演唱會現場專輯。 |
| 2005年1月28日 | 奇幻樂園台北演唱會 | VCD/DVD | 收錄於2004年9月4日臺北市立體育場舉辦之演唱會現場影音。 |

## 共同演出
- 音樂總監
  - 袁惟仁
  - 徐德昌
- 樂手
  - Keyboard1&Band Leader：洪敬堯
  - Keyboard2：陳子杰
  - 吉他手：倪方來
  - Bass手：譚明輝
  - 鼓手：陳柏州
- 合音天使
  - 合音1：馬毓芬
  - 合音2：李寶琦
  - 合音3：黃怡

## 演唱會製作
- 製作單位
  - 源活國際娛樂整合行銷
- 演唱會總監
  - 陳鎮川
- 製作人
  - 彭佳玲

## 参見
- S.H.E
- 奇幻樂園台北演唱會
- S.H.E演唱會列表